# Wayne Pygram
Wayne Pygram (né le 13 octobre 1959 à Cootamundra en Nouvelle-Galles du Sud) est un acteur australien.

## Biographie
Il est surtout connu pour son rôle de Scorpius dans la série télévisée de science-fiction Farscape. Avant de jouer au cinéma et à la télévision, il était un habitué de la scène théâtrale australienne.
Dans Star Wars, épisode III : La Revanche des Sith, il tient le rôle du Grand Moff Tarkin grâce à sa ressemblance avec Peter Cushing qui interprétait le même personnage 28 ans plus tôt dans Star Wars, épisode IV : Un nouvel espoir (1977).
Pygram joue aussi de la batterie dans un groupe nommé Signal Room en compagnie de l'acteur Anthony Simcoe de Farscape avec qui il a joué.